# Estación Pénjamo
Estación Pénjamo es una localidad del estado mexicano de Guanajuato. Es parte del municipio de Pénjamo.

## Toponimia
El nombre «Pénjamo» proviene del purépecha, su significado es «lugar de ahuehuetes».

## Demografía
| Gráfica de evolución demográfica |
|                                  |

| Censo | Población |
| ----- | --------- |
| 1930  | 907       |
| 1940  | 667       |
| 1950  | 1 215     |
| 1960  | 1 508     |
| 1970  | 2 086     |
| 1980  | 2 148     |
| 1990  | 2 445     |
| 2000  | 2 446     |
| 2010  | 2 615     |
| 2020  | 2 674     |